# Hypostomus panamensis
Hypostomus panamensis är en fiskart som först beskrevs av Eigenmann 1922.  Hypostomus panamensis ingår i släktet Hypostomus och familjen Loricariidae. Inga underarter finns listade i Catalogue of Life.